# Хайнрих (Швайнфурт)
Вижте пояснителната страница за други личности с името Хайнрих.
Хайнрих фон Швейнфурт (на немски: Heinrich von Schweinfurt, Hezilo, * пр. 980, † 18 септември 1017) от род Швайнфурти е маркграф на Швайнфурт.
Той е син на маркграф Бертхолд от Швайнфурт († 15 януари 980), граф в източна Франкония, и на Ейлика.
Хайнрих става през 981 г. граф на долен Нааб, 983 г. граф на долен Алтмюл, 994 г. маркграф на баварския Нордгау и 1002 г. граф в Раденцгау. На 10 юли 994 г. във Вюрцбург има атентат против него, но стрелата убива братовчед му Леополд I.
През 1002 г. Хайнрих от Швайнфурт помага на херцог Хайнрих IV от Бавария при избора за крал, за да получи херцогство Бавария. Когато новият крал не изпълнява обещанието си, Хайнрих от Швайнфурт се съюзява с роднини и с Болеслав Храбри, херцога на Полша, и епископ Бруно, братът на краля.
Въстанието е безуспешно. Император Хайнрих II дава херцогската титла в Бавария на неговия зет Хайнрих II Люксембургски. След неговото затваряне в замък Гибихенщайн той е оправдан през 1004 г. и получава обратно голяма част от собствеността си.
Хайнрих от Швайнфурт умира на 18 септември 1017 г. Той е погребан в северната част на църквата на замък Швайнфурт.

## Семейство и деца
Хайнрих е женен от 1009 г. за Герберга фон Глайберг (* ок. 960; † сл. 1036), дъщеря на Хериберт фон Ветерау. Те имат децата:
- Ото III († 1057), от 1048 г. херцог на Швабия, ∞ 1036 г. за Ирмингард (Имила) († 1078) от род Ардуини, дъщеря на Оделрик Манфред II (маркграф на Торино)
- Айлика († 10 декември 1055 – 1056), ∞ Бернхард II херцог на Саксония († 29 юни 1059, Билунги)
- Юдит († 2 август 1058), ∞ I сл. 1021 Бретислав I херцог на Бохемия († 10 януари 1055, Пршемисловци); ∞ II април 1055 Петер Орсеоло крал на Унгария († 30 август 1059, Арпади)
- Бурхард I († 18 октомври 1059), епископ на Халберщат
- Хайнрих I († сл. 1043), 1021 – 1043 граф на Пегниц, женен за фон Зулафелд
- дъщеря, омъжена за Диполд I фон Фобург, граф в Аугстгау († сл. 1060), син на граф Рапото II фон Траунгау (Рапотони)
- дъщеря, омъжена за Рупрехт фон Регенсбург, граф и бургграф на Регенсбург († сл. 1035)
- дъщеря, омъжена за Удалшалк II, фогт на Фрайзинг, граф на Среден Паар († сл. 1040)